# Siegfried Steinhäuser
Siegfried Steinhäuser (* 1940 in Plauen) ist ein deutscher Werkstoffwissenschaftler. Im Rahmen seiner wissenschaftlichen Arbeit setzte er sich u. a. mit Oberflächentechnik, Verschleiß, Korrosion, Beschichtungstechnik, Metallkunde und Nichteisenmetallen auseinander.

## Werdegang
Steinhäuser absolvierte von 1959 bis 1965 ein Studium der Werkstoffkunde an der damaligen Technischen Hochschule Karl-Marx-Stadt.
Als wissenschaftlicher Assistent im Team von Günter Pursche und als Teil des Kollektivs „Entwicklung von Hilfsstoffen für die Fertigungstechnik“ der Technischen Hochschule Karl-Marx-Stadt erhielt Steinhäuser 1971 den Nationalpreis der DDR in der III. Klasse für Wissenschaft und Technik. Drei Jahre später schloss er seine Promotion A über die Beziehungen zwischen Verschleissverhalten, Stoffaufbau und Herstellungsbedingungen elektrolytisch erzeugter Nickel-Dispersionsschichten ab. Seine Promotion B über den Verschleissschutz durch elektrolytisch abgeschiedene Schichten mit Eisen als Hauptkomponente folgte 1987. 1996 erhielt er an der TU Chemnitz eine außerplanmäßige Professur.
Ende September 2001 wurde er auf der Mitgliederversammlung der Deutschen Gesellschaft für Galvano- und Oberflächentechnik (DGO) zum neuen Vorsitzenden gewählt; der Amtsantritt erfolgte zum 1. Januar 2002. Im Alter von 65 Jahren erfolgte 2005 die Emeritierung, wobei er in seinem Fachgebiet weiter aktiv blieb und sich im Rahmen des „Senior Experten Service“ (SES) bereit erklärt hat, ehrenamtlich Hilfe zur Selbsthilfe zu leisten. Auch ist er Mitglied im Beirat der wissenschaftlichen Fachzeitschrift JEPT – Journal of Electrochemistry and Plating Technology.
Bei der Datenbank Scopus ist für ihn ein h-Index von 12 notiert.

## Ehrungen
Auf der Doppelveranstaltung 8. Werkstofftechnisches Kolloquium Chemnitz und 6. Industriefachtagung „Oberflächen- und Wärmebehandlungtechnik“ Ende September 2005 wurde für Steinhäuser anlässlich dessen 65. Geburtstages ein Ehrenkolloquium veranstaltet.
2013 erhielt er den „Freundschaftspreis“ der chinesischen Provinz Jiangsu.

## Veröffentlichungen
- Ein Beitrag zu den Beziehungen zwischen Verschleissverhalten, Stoffaufbau und Herstellungsbedingungen elektrolytisch erzeugter Nickel-Dispersionsschichten, Technische Hochschule Karl-Marx-Stadt, Fakultät für Maschineningenieurwesen, Dissertation, Karl-Marx-Stadt 1974
- Verschleissschutz durch elektrolytisch abgeschiedene Schichten mit Eisen als Hauptkomponente, Technische Universität Karl-Marx-Stadt, Dissertation B, Karl-Marx-Stadt 1987
- Metallkunde : Werkstoffe und Beschichtungen, Eugen G. Leuze Verlag, Bad Saulgau 2022, ISBN 978-3-87480-367-0